# Powell River
Powell River è una città della Columbia Britannica, in Canada, situata nel distretto regionale di Qathet.